# Папирус Фуада 266

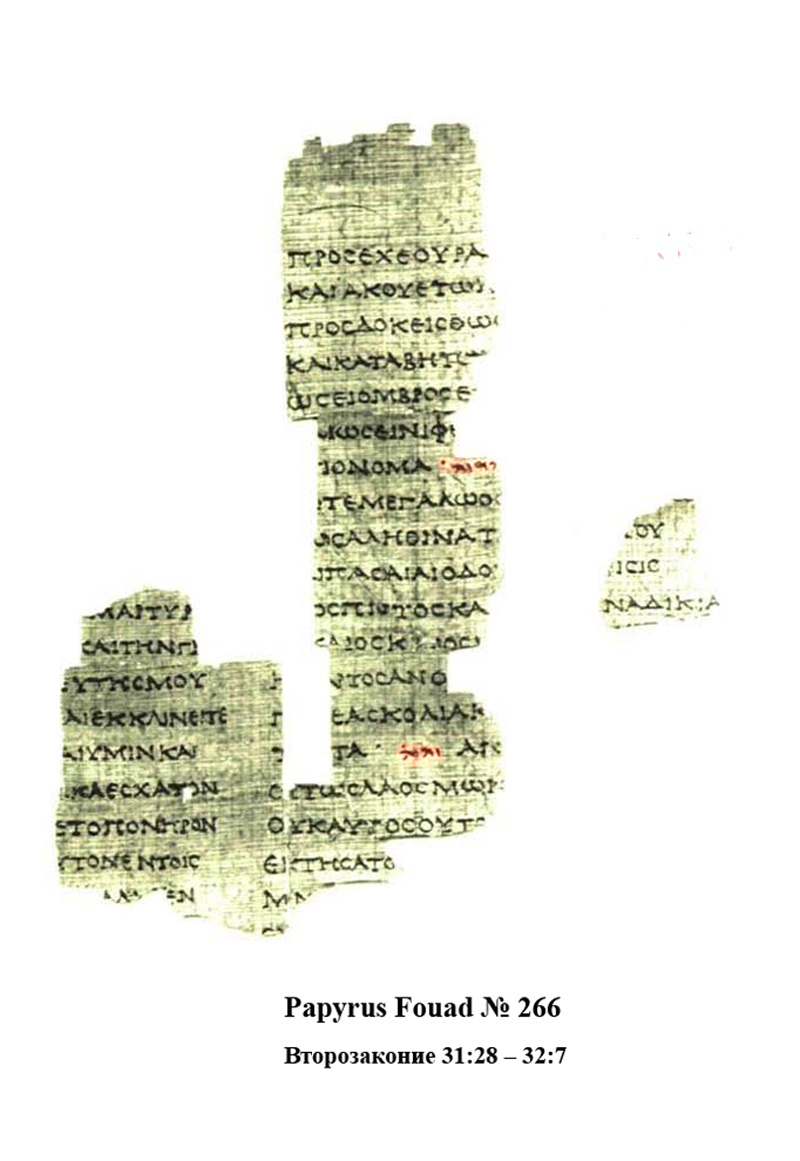
На папирусе содержится еврейское имя Бога יהוה, фрагмент Второзакония 31:28 — 32:7

Папирус Фуада 266 (LXXP. Fouad Inv. 266) — рукопись Септуагинты, Греческой версии Пятикнижия, датируемая палеографически I веком до нашей эры. Рукопись сохранилась в отрывочном состоянии. Назван в честь короля Египта Ахмеда Фуада I.

## Описание
Греческий текст написан на папирусе унциальным письмом. Текст написан по 33 строки в столбец.
Папирус обозначается номерами 847, 848 и 942 в списке рукописей Септуагинты в соответствии с современной нумерацией Альфреда Ралфса. Сохранившиеся тексты являются фрагментами из Второзакония, 31:28-32:6. Параграфы пронумерованы (5, 26, 27). Сохранилось 117 фрагментов рукописи.
Рукопись относят к I или даже II веку до нашей эры. Это вторая по древности из известных рукописей Септуагинты. В папирусе Фуада имя Бога появляется в виде тетраграмматона (ивр. יהוה‎) везде, где оно заменено словами κύριος (с греч. — «Господь») и θεός (с греч. — «Бог») в более поздних манускриптах. Преемник Рудольфа Киттеля, Пауль Кале, специалист по древнееврейскому языку, работавший над изданием «Biblia Hebraica Stuttgartensia», по этому поводу писал:
Отличительной особенностью этого папируса является то, что имя Бога передано тетраграмматоном, написанным квадратным еврейским письмом. Исследовав по моей просьбе опубликованные фрагменты этого папируса, отец Ваккари пришёл к заключению, что данный папирус, написанный, скорее всего, примерно за 400 лет до Ватиканского Кодекса, содержит, пожалуй, самый точный из дошедших до нас текст Второзакония в переводе Септуагинты.